# Париж (женский футбольный клуб)
«Париж» (фр. Paris Football Club) — французский женский футбольный клуб, с 2017 года женская секция одноимённого мужского клуба. Базируется в пригороде Парижа Вири-Шатийон. Шестикратный чемпион Франции.

## История
Основан в 1971 году под названием «Этуаль Спортив де Жювизи-сюр-Орж» в качестве женского подразделения клуба «Жювизи». Спустя четырнадцать лет, в 1985 году, команда переехала в Вири-Шатийон, став независимым клубом и сменив название на «Жювизи Эссонн».
В сезоне 1991/92 команда впервые в своей истории выиграла национальный чемпионат. В период с 1994 по 2006 год клуб становился чемпионом страны ещё пять раз, а в 2005 году стал обладателем Кубка Франции.
В сезоне 2012/13 команда дошла до полуфинала Лиги чемпионов.
6 июля 2017 года команда была приобретена футбольным клубом «Париж» и стала полностью профессиональной.

## Основной состав
На 11 декабря 2017 года
Примечание: Флаги указываются, так как игрок может иметь более одного гражданства по правилам ФИФА.
| №  |         | Позиция | Игрок            |
| -- | ------- | ------- | ---------------- |
| 1  | Франция | Вр      | Селин Девилль    |
| 4  | Франция | Защ     | Айссату Тункара  |
| 5  | Франция | Защ     | Элиза Де Алмейда |
| 7  | Франция | Нап     | Марина Маканза   |
| 8  | Франция | ПЗ      | Инес Жорена      |
| 10 | Франция | ПЗ      | Анаиг Бутель     |
| 11 | Франция | Нап     | Клара Матео      |
| 13 | Япония  | Нап     | Ами Отаки        |
| 14 | Франция | ПЗ      | Анисса Ламари    |
| 16 | Франция | Вр      | Карима Бенамёр   |
| 17 | Франция | Нап     | Гаэтан Тиней ()  |

| №  |         | Позиция | Игрок              |
| -- | ------- | ------- | ------------------ |
| 18 | Франция | ПЗ      | Шарлотт Бильбо     |
| 19 | Франция | Защ     | Теа Гребоваль      |
| 20 | Франция | Нап     | Джейдже Коре       |
| 21 | Франция | Нап     | Матильда Бурдьё    |
| 22 | Франция | Защ     | Эстель Каскарино   |
| 25 | Франция | Защ     | Флёрестин Жаффрело |
| 26 | Франция | ПЗ      | Леа Деклерк        |
| 27 | Франция | Защ     | Жюли Сойер         |
| 28 | Франция | Нап     | Камилль Катала     |
| 29 | Франция | ПЗ      | Софи Вайсс         |

## Достижения
- Чемпионат Франции
  -  Чемпион: (6) 1991/92, 1993/94, 1995/96, 1996/97, 2002/03, 2005/06
  -  Вице-чемпион: (8) 1992/93, 1997/98, 1999/00, 2001/02, 2004/05, 2007/08, 2009/10, 2011/12
  -  Бронзовый призёр: (9) 1994/95, 1998/99, 2000/01, 2003/04, 2006/07, 2008/09, 2012/13, 2013/14, 2014/15

- Кубок Франции
  -  Обладатель: (1) 2004/05